# Ministère de l'Urbanisme, de l'Habitat et de l'Aménagement du territoire
Le ministère de l'Urbanisme, de l'Habitat et de l'Aménagement du territoire est un ministère guinéen dont le ministre est Mory Condé.

## Titulaires depuis 2010
| Nom | Nom                            | Dates du mandat | Dates du mandat | Gouvernement(s)                |
| --- | ------------------------------ | --------------- | --------------- | ------------------------------ |
|     | Mathurin Bangoura              | 24/12/2010      | 15/01/2014      | Saïd Fofana I                  |
|     | Ibrahima Bangoura              | 24/01/2014      | 26/12/2015      | Saïd Fofana II                 |
|     | Louseny Camara                 | 26/12/2015      | 23/08/2017      | Youla                          |
|     | Ibrahima Kourouma              | 23/08/2017      | 05/09/2021      | Youla, Kassory I et Kassory II |
|     | Ousmane Gaoual Diallo          | 04/11/2021      | 10/08/2022      | Béavogui                       |
|     | Colonel Ibrahima Sory Bangoura | 10/08/2022      | 09/05/2023      | Bernard Goumou                 |
|     | Général Sidiba Koulibaly       | 09/05/2023      | 10/05/2023      | Bernard Goumou                 |
|     | Ibrahima Kalil Condé           | 10/05/2023      | 19/02/2024      | Bernard Goumou                 |
|     | Mory Condé                     | 13/3/2024       | En cours        | Bah Oury                       |

Dans l'intervalle entre deux mandats, le ministre sortant assure la gestion des affaires courantes.
Titres successifs : 
- 2008 : Travaux publics, Urbanisme et Habitat
- 2008-2009 : Urbanisme et de l'Habitat
- 2009-2010: Construction, de l’aménagement du territoire et du Patrimoine bâti public
- 2010-2014 : Urbanisme, de l'Habitat et la Construction
- 2015-2021 : Ville et de l'Aménagement du territoire
- 2021-2023 : Urbanisme de l'Habitat et de l'Aménagement du Territoire
- Depuis 2023 : Urbanisme, de l'Habitat et de l'Aménagement du Territoire, Chargé de la Récupération des Domaines Spoliés de l’Etat